# John MacWhirter

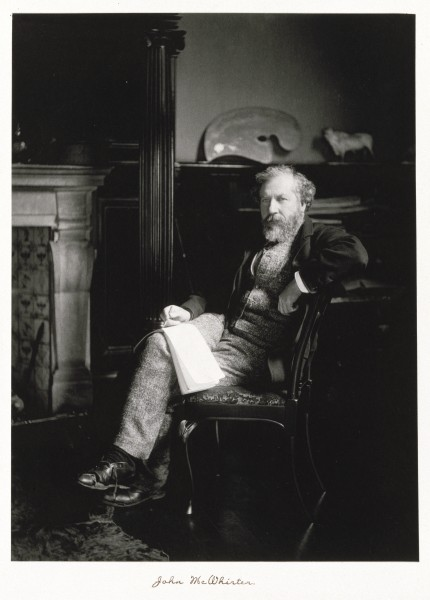
John MacWhirter um 1890

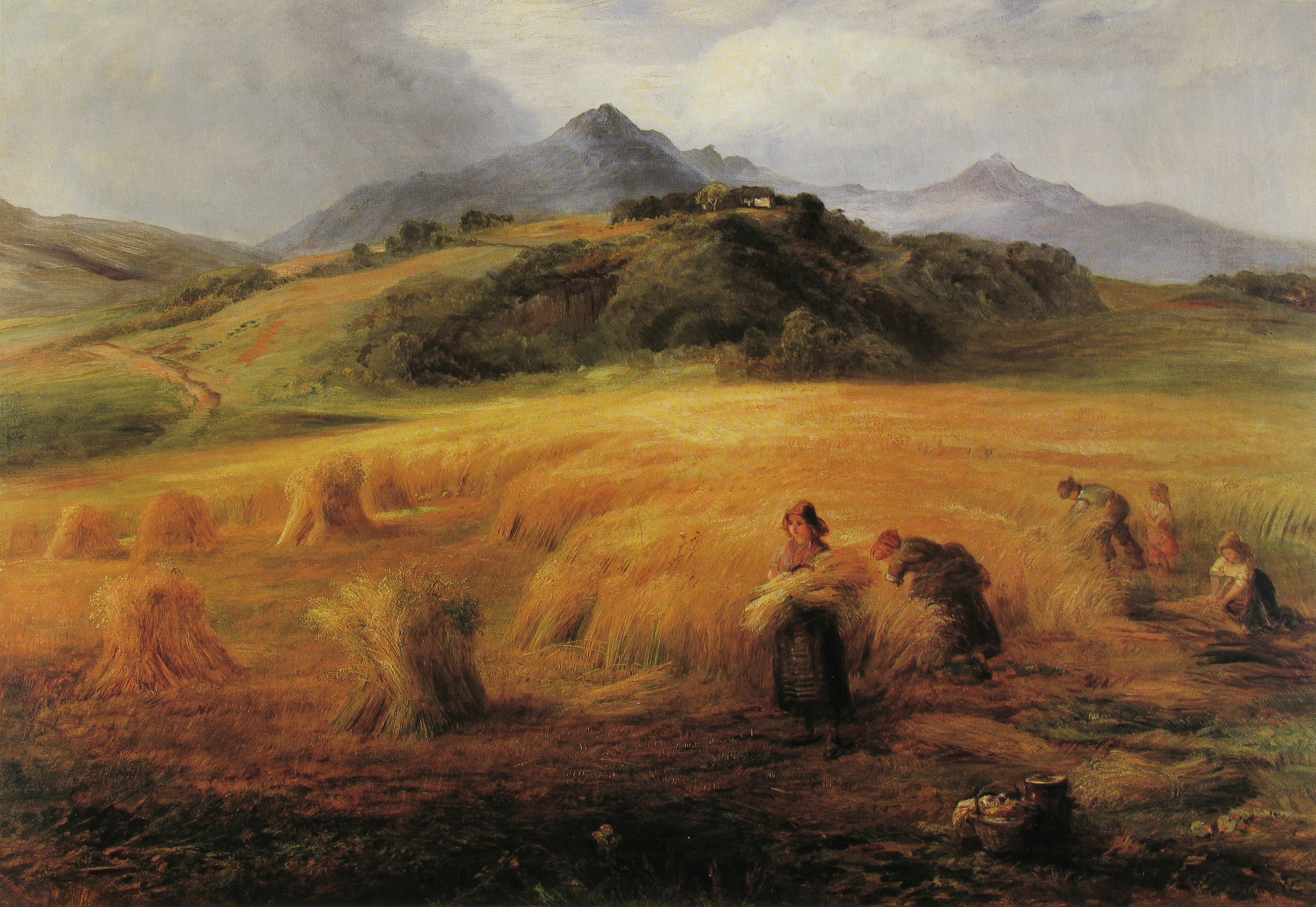
Harvesting in Arran, 1866

John MacWhirter (* 27. März 1837 in Slateford, Edinburgh; † 28. Januar 1911 in London) war ein schottischer Landschaftsmaler. 

## Leben
MacWhirter studierte an der Trustees Academy in Edinburgh; 1869 ging er nach London. Regelmäßige Auslandsreisen führten ihn nach Italien, Sizilien, Österreich-Ungarn, Norwegen, sowie in die Schweiz, Türkei und USA; besonders hatten es ihm die Alpen angetan.
MacWhirter schuf vorwiegend Landschaftsansichten und Studien von Bäumen. Er bevorzugte es, in freier Natur zu arbeiten. Sein Stil war von den Landschaftsmalern der Romantik beeinflusst, aber weniger melancholisch als der seiner Zeitgenossen Peter Graham und Joseph Farquharson. 1900 publizierte er ein Handbuch mit Landschafts-Aquarellen, in dem er die Virtuosität von William Turner und John Everett Millais besonders herausstellte. MacWhirters bekanntestes Werk ist "June in the Austrian Tyrol" (Tate Gallery).  
Ab 1879 war er Associate der Royal Academy of Arts und wurde 1893 schließlich Vollmitglied.